# Viện dưỡng lão

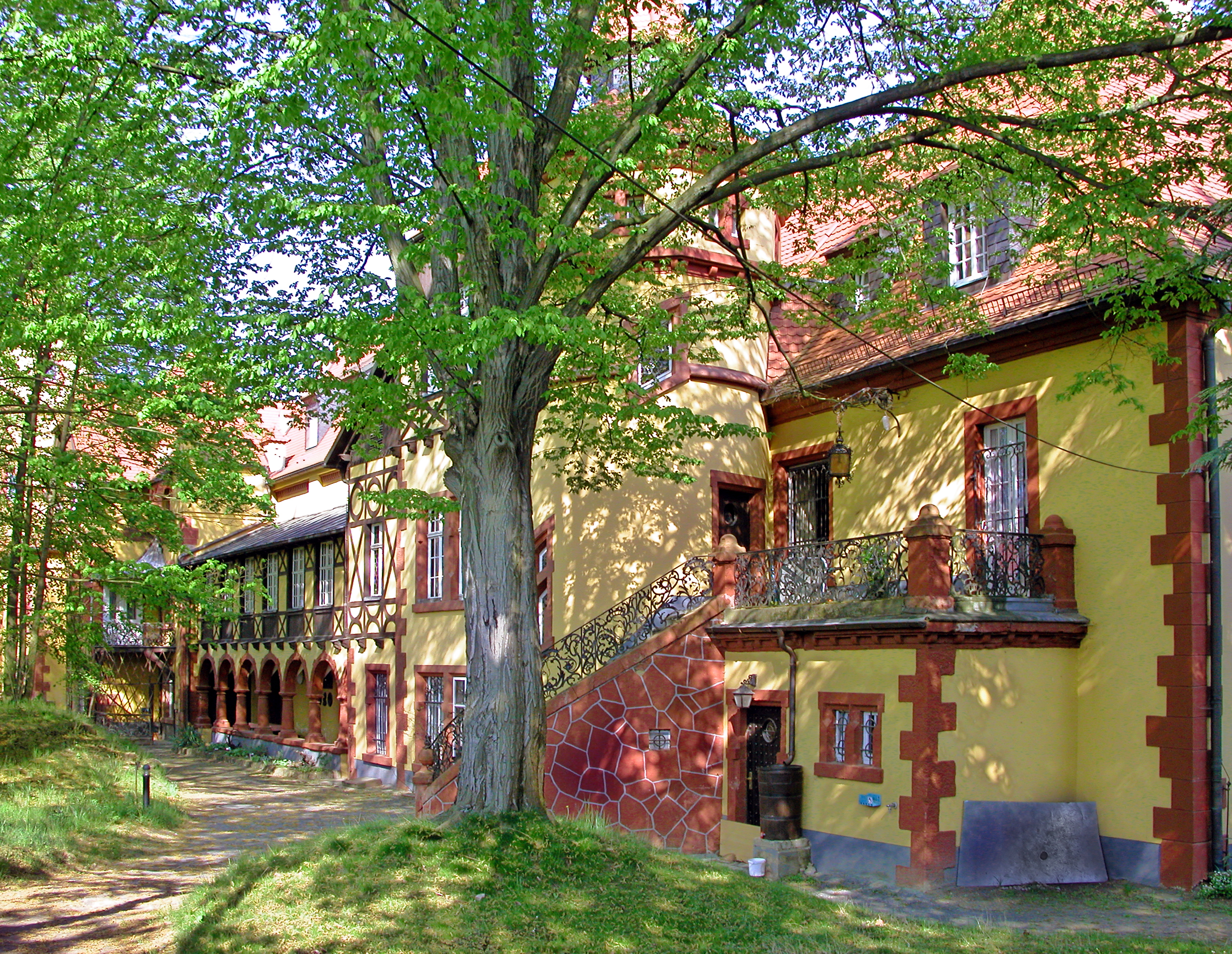
Một viện dưỡng lão ở Đức

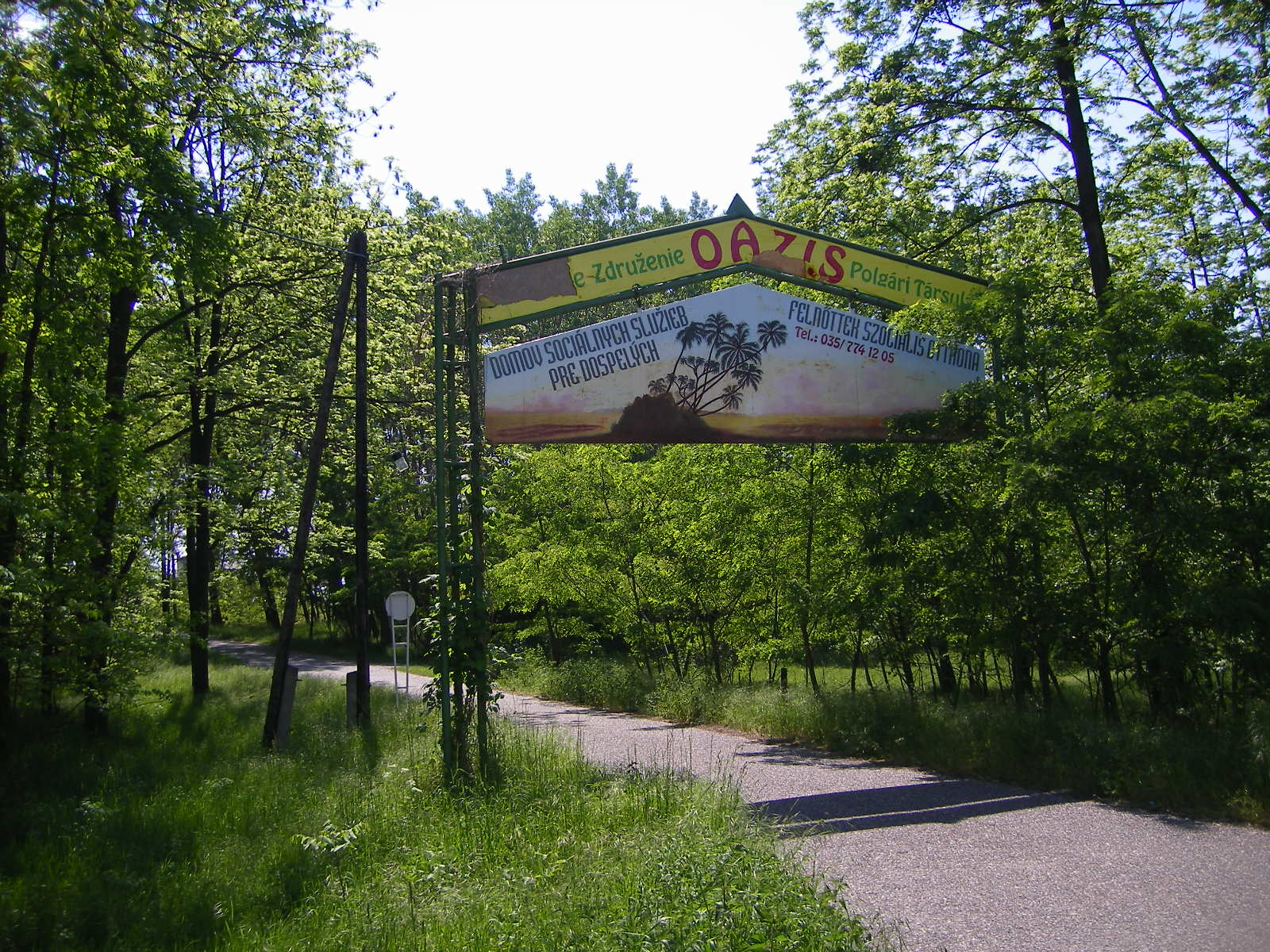
Đường vào Viện dưỡng lão Keszegfalva ở Tiệp Khắc

Viện dưỡng lão hay nhà dưỡng lão (hay còn gọi bằng những tên khác là nhà điều dưỡng, nhà nghỉ dưỡng) là những khu vực, tòa nhà được xây dựng nhằm phục vụ cho việc điều dưỡng, khám chữa bệnh hay chăm sóc tập trung những người cao tuổi có hoàn cảnh về tuổi tác, sức khỏe, bệnh tật đau yếu. Viện dưỡng lão do nhà nước đầu tư xây dựng hoặc do tư nhân xây dựng. Đây là một trong những công trình mang tính phúc lợi xã hội, an sinh xã hội và có ý nghĩa đối với công tác chăm sóc người già yếu của xã hội. Thông thường thì viện dưỡng lão thường được bố trí xây dựng ở những nơi tương đối yên tĩnh, tránh xa sự ồn ào, sôi động của thành phố như vùng nông thôn, ngoại ô, đồng quê, hoặc những nơi thanh tĩnh khác.

## Trên thế giới
Tại các nước có nền kinh tế phát triển, đặc biệt là ở châu Âu, châu Mỹ, châu Úc, dân số già đi sẽ gia tăng nhu cầu về các dịch vụ chăm sóc cho người già. Nếu như ở phương Đông, theo truyền thống, cha mẹ khi tuổi cao sức yếu sẽ được con cái phụng dưỡng tại nhà, thì ở phương Tây, những người cao niên được đưa vào sống trong các viện dưỡng lão hoặc các cơ sở chăm sóc người cao tuổi. Tại Hoa Kỳ, viện dưỡng lão là một cơ quan dịch vụ (dịch vụ tư nhân hoặc dịch vụ công) mang tính phúc lợi và an sinh xã hội, Những nơi này dành cho những người cao niên già yếu, không thể tự chăm sóc chính mình được nữa. Những người già có thể đến các cơ sở dưỡng lão, những cơ sở này phải có giấy phép, chứng chỉ hành nghề do cơ quan có thẩm quyền cấp. 

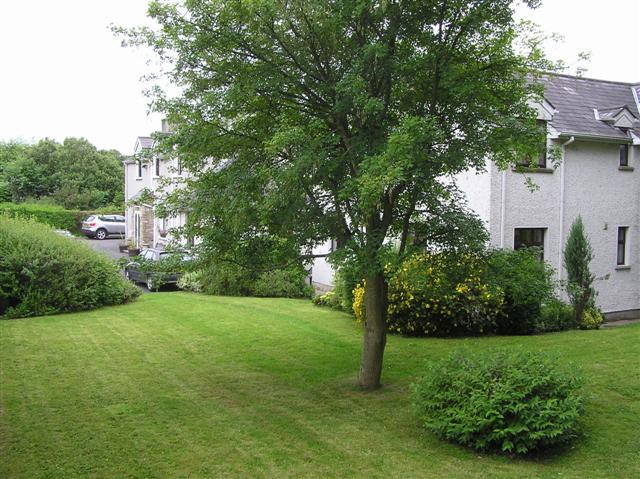
Một khu vườn dành cho người già trong viện dưỡng lão

Trong viện dưỡng lão, họ được chăm sóc về y tế với chế độ dinh dưỡng đặc biệt mỗi ngày. Tùy tình trạng sức khỏe, bệnh lý mà họ được phân thành những khu riêng biệt. Ví dụ như khu dành cho người có sức khỏe khá, khu người già yếu, hay khu cho người có sức khỏe tâm thần kém... Ở khu vực cho người già yếu, các cụ được ngồi trên xe lăn hoặc các loại ghế bành đặc biệt có bánh xe đẩy và được các điều dưỡng viên túc trực chăm sóc. Tại mỗi giường nằm đều có chuông để gọi điều dưỡng.
Ngoài việc cho người già uống thuốc chữa bệnh hoặc thuốc bổ mỗi ngày, các điều dưỡng viên còn giúp đỡ họ trong vấn đề vệ sinh cá nhân. Mọi việc khác như giặt giũ quần áo, ra giường, ăn uống, vui chơi giải trí... cũng đều có các nhân viên lo liệu. Ngoài chế độ chăm sóc chuyên nghiệp, cơ sở vật chất cũng rất tốt. Các cụ ông, cụ bà được ở trong những căn phòng riêng tươm tất, đầy đủ các tiện nghi cơ bản như giường nệm, bàn ghế, tivi, tủ lạnh. Họ có những không gian sinh hoạt chung như phòng tiếp khách, nhà cầu nguyện, nhà ăn, phòng giải trí... Hàng ngày, mỗi người đều có thời khóa biểu sinh hoạt riêng như đi bộ ngoài trời, dự buổi lễ cầu nguyện, tập thể dục, chơi trò chơi, loto, tập hát, đọc sách báo...

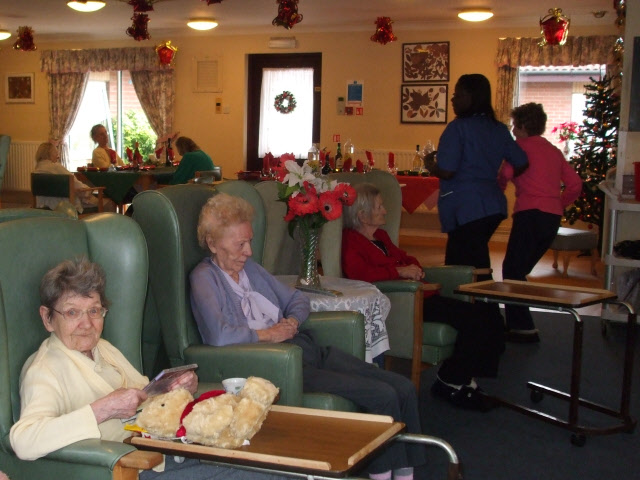
Sinh hoạt của người già trong viện dưỡng lão

Bên cạnh đó, viện dưỡng lão cũng là mái nhà chung nơi người già có thể gặp gỡ và sinh hoạt cùng với những người đồng thế hệ để giảm đi nỗi cô đơn vào tuổi xế chiều. Những cụ bà mạnh khỏe có thể ngồi cùng nhau đan lát, vẽ tranh trong khi các cụ ông được đưa đi chơi trò chơi điện tử (games). Những buổi tiệc được tổ chức trong năm.. Ở Trung Quốc, năm 1965, đã có viện dưỡng lão dành cho công nhân về hưu. Các công xã cũng có khu dưỡng lão cho người già nông thôn và viện dưỡng lão là nơi nghỉ ngơi tự nguyện, có sự hỗ trợ của nhà nước.
Ở Việt Nam, ngoài việc cơ sở vật chất còn thiếu thốn tại các nhà dưỡng lão, đa phần người ta gửi bố mẹ vào các trung tâm vì các cụ mắc bệnh về thần kinh, gia đình khó quản lý. Theo phản ánh thì tại Việt Nam chưa có nhà dưỡng lão thực thụ và Viện dưỡng lão ở Việt Nam dường như còn là một điều khá mới lạ, là một chốn đáng bỏ đi trong suy nghĩ của nhiều người. Nhưng viện dưỡng lão ở nước ngoài thì là một nơi để các cụ có thể bầu bạn với nhau, được chăm sóc y tế.... Hiện tại ở Việt Nam cũng đã có những viện dưỡng lão chất lượng cao, ở đó các cụ được chăm sóc khá tốt về nhiều mặt.